# مکسویل (مونتانا)
مکسویل (به انگلیسی: Maxville) یک منطقهٔ مسکونی در ایالات متحده آمریکا است که در مونتانا واقع شده‌است. مکسویل ۱۳۰ نفر جمعیت دارد و ۱٬۴۷۴٫۹۵ متر بالاتر از سطح دریا واقع شده‌است.